# Hiroshi Ohchi
 (février 2023).
Hiroshi Ohchi est un designer japonais né en 1908 à Okoyama et mort en 1974,.
Il étudie à l'École des Beaux-Arts de Tokyo en 1938 puis travaille dans la publicité avant de consacrer sa carrière au design. Il traduit le livre de Johannes Itten Kunst der Farbe en Japonais. En 1952, le JAAC envoie 105 affiches de designers japonais à la revue internationale Graphis afin de faire connaître les designers graphiques japonais, les affiches d'Ohchi occupent une part importante de la sélection et cela aboutit à un article de Georgine Oeri sur la publicité au Japon.
Il fut le premier directeur artistique de la revue IDEA qui débuta en 1953, cette revue japonaise était dédiée au design graphique et à la typographie,. Il a voyagé et étudié en Europe et aux États-Unis avant de publier son livre Design Methodology and Tools en 1957. 